# Manuel Fernández Cortinas
Manuel Fernández Cortinas (Museiros, Lugo,1905 - Dnipropetrovsk, 22 de junio de 1978) fue un político y militar español.

## Biografía
Ingresaría en el Partido Comunista de España (PCE) en 1928, donde desarrollaría una intensa actividad. Tras el estallido de la Guerra civil se unió a las milicias populares. A lo largo de la contienda sería comandante de las brigadas mixtas 37.ª y 42.ª, en el frente de Madrid. En marzo de 1939, durante el golpe de Casado, Fernández Cortinas se mantuvo leal al gobierno Negrín. Las tropas de la 42.ª Brigada Mixta salieron de su sector y llegaron a ocupar los Nuevos Ministerios, si bien el contragolpe anti-casadista terminaría fracasando. Con la derrota republicana hubo de marchar al exilio, instalándose en la Unión Soviética. En la URSS trabajaría como obrero en Crimea y Dnipropetrovsk.